# José María Resa Lora
José María Resa Lora fue un político y empresario de la Sevilla del tardofranquismo y los primeros años de democracia en España, siendo primer teniente alcalde durante varios mandatos consecutivos (como Félix Moreno de la Cova, Rafael Ariza Jiménez y Fernando de Parias Merry entre otros) hasta su defunción el 4 de noviembre de 1986. Fue, además, hijo del prestigioso periodista navarro y Presidente de la Asociación de Prensa de Sevilla, Ramón Resa. Es considerado uno de los artífices de la entrada de la democracia en la ciudad tras la muerte de Francisco Franco.
Ejerció como consejero de EMASESA y TUSSAM, entre otras, y pertenecía al tercio consistorial de los empresarios en el Ayuntamiento. Fue también diputado mayor de gobierno de la Hermandad del Cristo de la Fundación y Nuestra Señora de los Ángeles Coronada, apodada “Hermandad de los Negritos”. 
| Predecesor: Rodrigo Medina Benjumea | Teniente de Alcalde de Sevilla 1966-1979 | Sucesor: Antonio Rodríguez Almodóvar |

- Datos: Q30213588